# Il segno della croce (Glenn Cooper)
Il segno della croce (The Quantum Priest) è un romanzo di Glenn Cooper del 2016, il primo della serie di Cal Donovan.

## Trama
In questa avventura Cal Donovan è alle prese con un gruppo di nazisti che cercano di riunire le Sacre Reliquie per sprigionare il terribile potere in esse contenute: la Lancia del Destino, i chiodi della Santa Croce e le Spine della Corona e finalmente riuscire a portare a termine il loro piano che ha atteso decenni per completarsi. Parallelamente Cal, invitato a Roma dal Papa, conosce Suor Elisabetta Celestino, e su richiesta del Pontefice, deve valutare la veridicità delle stimmate ricevute da un giovane sacerdote di un piccolo paese dell’Abruzzo durante un viaggio all'estero.

## Edizioni
- Glenn Cooper, Il segno della croce, Casa Editrice Nord, 2016,  p. 416, ISBN 978-88-429-2894-2.
- Glenn Cooper, Il segno della croce, collana SuperTEA, TEA, 2019,  p. 406, ISBN 978-88-502-5020-2.
- Glenn Cooper, Il segno della croce (ebook), Casa Editrice Nord, 2016,  p. 392.